# ロールボック

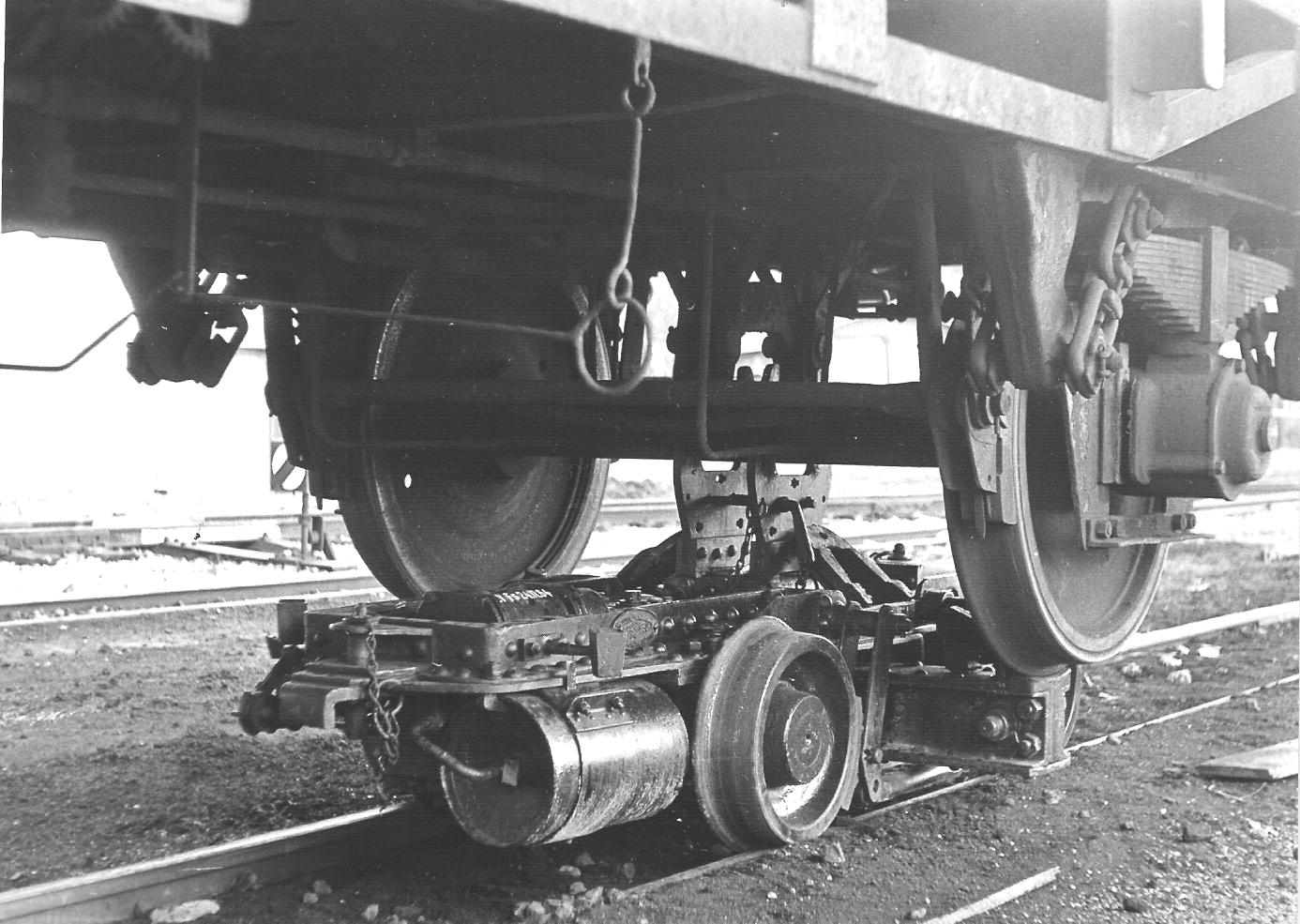
750 mm軌間用のロールボックに標準軌の貨車を搭載した様子

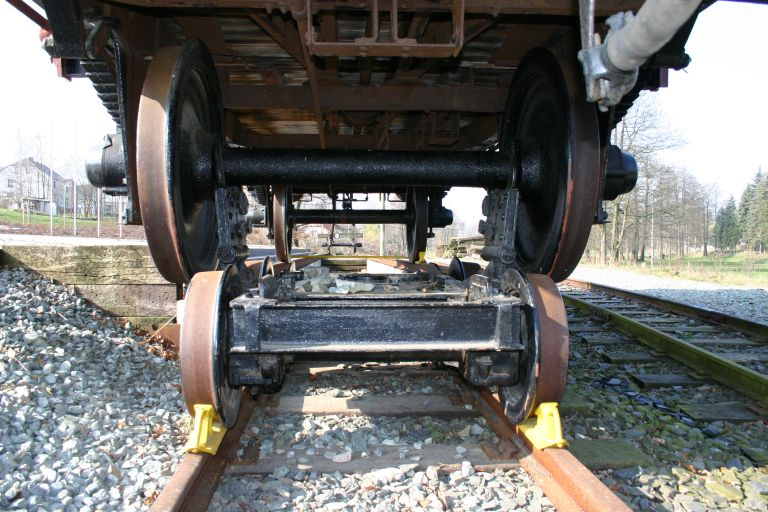
ロールボックに搭載された貨車

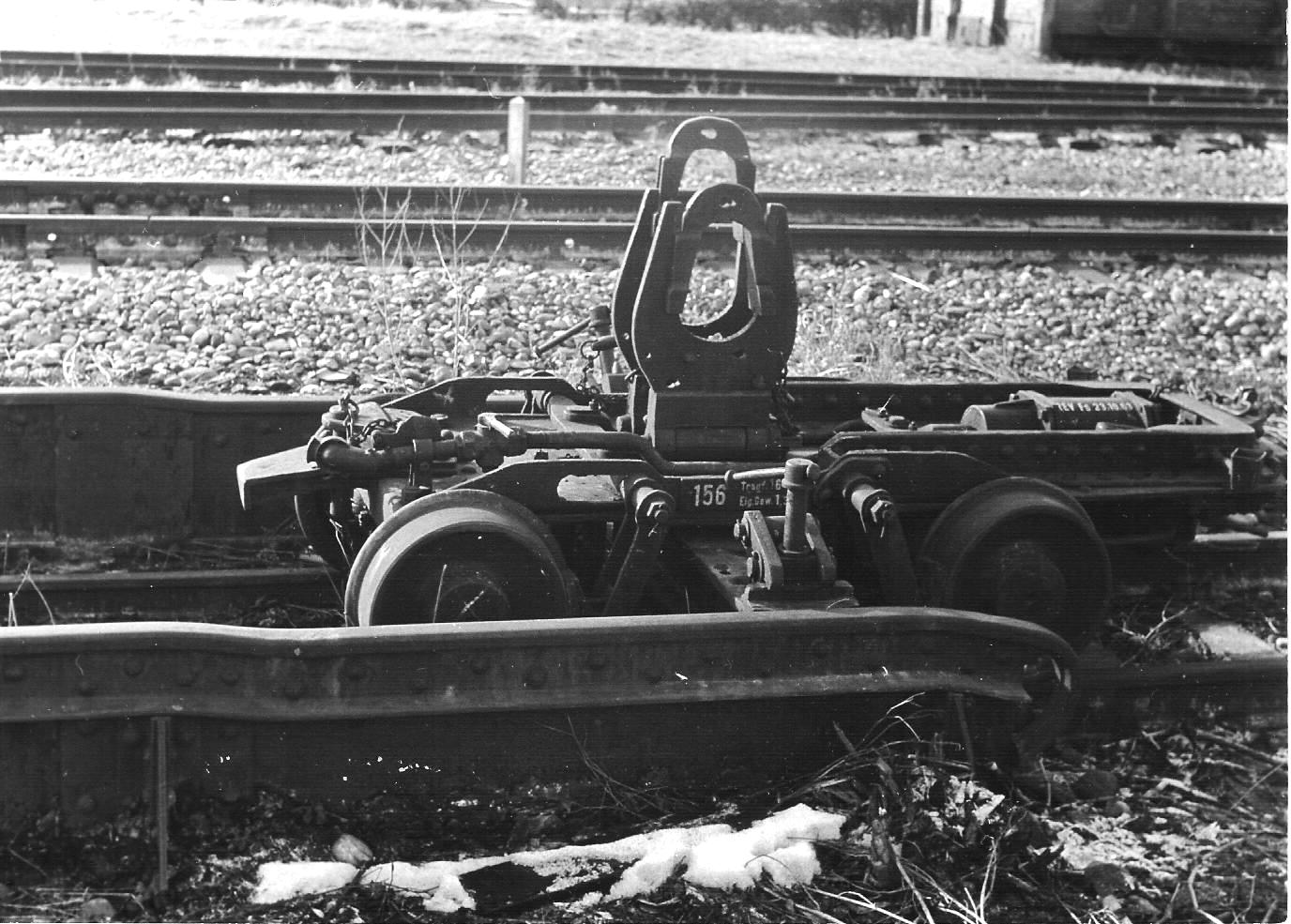
750 mm軌間用ロールボックのピット

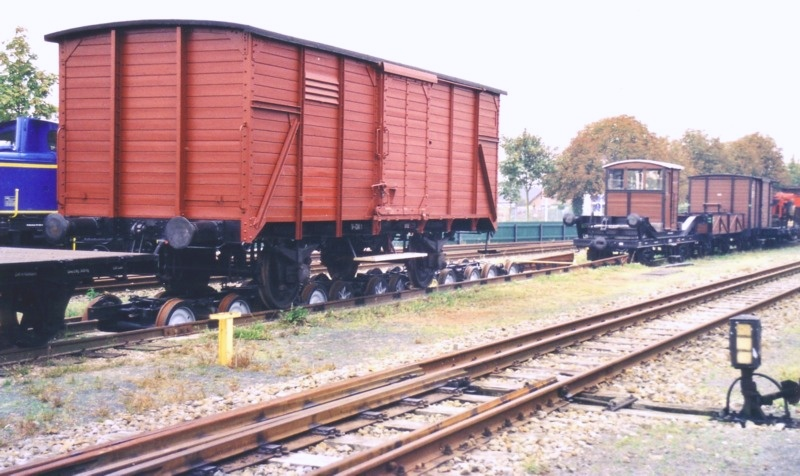
ロールボックのピットの上でジャッキアップされている貨車

ロールボック（ドイツ語: Rollbock）は、鉄道において異なる軌間の路線へ貨車を直通できるように、2軸の台車のような車両に他の貨車を搭載する仕組みである。ドイツ南部ではロールシェメル (Rollschemel) とも呼ばれるが、この言葉はスイスではロールワーゲンを意味する。

## 概要
ロールボックは、その上に貨車を搭載して軌間の異なる路線へ乗り入れられるようにする、小さな台車のみでできたような車両である。ドイツやスイスで広く用いられており、主に標準軌の貨車を狭軌の路線へ乗り入れるときに用いる。この場合、ロールボック自体は狭軌鉄道の車両であり、積み荷が標準軌の貨車そのものということになる。一方、スペインでは標準軌の車両を広軌の路線へ乗り入れるときにも使っていた。
軌間の異なる鉄道へ貨物を輸送する時は、接続地点での貨物積み替えの費用により狭軌を採用した鉄道の運営コストが上昇してしまうため、狭軌を採用する設備上・運営上のコストメリットが相殺されてしまう。ロールボックを使用することによって、軌間の異なる貨車の間で貨物を積み替える必要がなくなる。これに対して旅客車に対してロールボックを使用することは一般的ではない。これは、旅客の場合比較的簡単に列車を乗り換えられることと、転覆の危険性があって旅客輸送上要求される安全性を満たさないことなどが理由としてある。しかしながら特別な機会に、例えばサロンカーや映画上映設備のある車両などの特殊な車両を搭載することがある。
基本的にドイツでは、標準軌と同じくらいの広がりのある、互いに連絡した狭軌の鉄道網は存在しない。このため、広範囲に規格統一し標準軌に改軌することが合理的で、こんにちでは相互運用性と呼ばれる観点からも必要であるが、事業者を説得することができずに実際にはなされなかった。結果として、多くの技術的な障壁の解決策が用いられることになり、ロールボックもあちこちで導入された。しかしロールボックの基本的な機能はどこでも同じである。技術的な違いの他に、運行に関する規制にも差異があり、この規制も部分的には技術の影響で、また技術的な前提条件の結果緩和されている部分もある。
こんにちでもノルトハウゼンのハルツ狭軌鉄道 (Harzer Schmalspurbahnen) で石灰石の貨車を狭軌の鉄道からドイツ鉄道の標準軌路線へ積み出す目的で用いられている。1990年代まではハルツ狭軌鉄道沿線の金属工場の貨物を輸送するためにヴェルニゲローデの積み替え施設は毎日使用されていた。かつてはザクセン州のドレスデンの西にある狭軌鉄道でマイセンからの陶器の出荷にも広く用いられていた。

## 技術
ロールボックは、台車のような非常に短いホイールベースを持った狭軌鉄道の車両で、この上に標準軌車両の輪軸を固定するようになっている。二軸の貨車に対しては、2台のロールボックが必要である。ロールボックへの車両の搭載は、特別なロールボック用ピットを用いて行われる。ロールボック車両の具体的な構造によっては、三軸車であっても搭載可能であり、実際にザクセン州にあるロールボック鉄道 (Rollbockbahn) ではこのための特別なロールボックを用意していた。ヴュルテンベルクではこうした特別なロールボックは用意されていなかったため、三軸車の搭載は禁止されていた。
ロールボック（あるいはロールワーゲン）に載せた貨車は、連結して貨物列車を構成することができる。地域の運行規定によっては、狭軌の客車も連結することができ、しばしばその編成構成全体が規制されている。通常の規定の例では、貨車を搭載していないロールボックは編成の末端にのみ連結できることになっている。これによって編成中の軽い車両が脱線してしまうことを防げる。ロールボックの一部は、その鉄道で採用されているブレーキシステム（空気ブレーキや真空ブレーキ、狭軌鉄道用のヘーベルラインブレーキなど）を備えていたが、ブレーキを備えていないロールボックもあった。そうした場合、編成中に大きなブレーキ力を持った緩急車を連結することもあった。標準軌の貨車のブレーキ管が部分的に利用され、ロールボックのブレーキからT字形の部品がこれに連結されて使用された。ロールボックに搭載された標準軌の貨車は、それ同士が直接連結されることもあれば、ロールボック同士を連結棒でつなぐこともあった。直接連結する時は、急なカーブでバッファーが押し合って連結器が強く引っ張られすぎないように長めに連結するようにし、そうでなければロールボック同士の連結にする。車両同士の連結もロールボック同士の連結棒による連結も同様に行われる。他に控車を間に挟むこともある。この狭軌車両はジャッキアップされた標準軌車両の寸法と高さに合わせた牽引装置を備えており、アダプターとして機能するようになっている。こうした牽引装置を備えた機関車も使用される。
ロールボックを使用するためには、狭軌鉄道側も標準軌の鉄道と同じ建築限界を採用しなければならず、これは狭軌鉄道の建設費用が安いというメリットを相殺してしまう欠点もある。

## システムとその発展

### ロールボック以前のロールワーゲン
ロールワーゲンは、ロールボックより前に開発された方式である。ロールワーゲンは1880年にスイス・ロコモティブ・アンド・マシン・ワークス (SLM) によって、その狭軌車両の販売を促進するために開発された。初期の狭軌機関車は小さく効率が低かったので、ロールワーゲンの死重は走行の妨げとなった。しかしながら、それ以前のロールボックに比べればロールワーゲンの使用は簡単で、危険性も低かった。このため、地域によってはロールワーゲンがロールボックに取って代わるようになった。ロールワーゲンとロールボックを組み合わせた使用例も出たが、2種類の異なる積み込み施設を整備しなければならないためこれは珍しい例であった。

### ラングバイン式
ロールワーゲンの大きな死重を減らすために、エスリンゲン社のイタリア・サロンノ支店のマネージャーであったパウル・ラングバイン (Paul Langbein)は、1881年にロールワーゲンの重い台枠を無くしたロールボックを開発した。彼の発明は、ドイツ鉄道運営協会の賞を受けた。
ロールボックが車軸の下に押し込まれた後、フックが立てられる。これに接続された標準軌の車両は、標準軌レールに付けられた斜面や、あるいは小さなステップの働きにより位置が少し下がって狭軌レール上のロールボックに重量が掛かる。ロールボックに取り付けられているフックは、標準軌の車両がロールボック用のピットに出入りする時のみ車両の位置を固定しているのであり、よく間違って理解されていることであるが、輸送中には車両を固定する働きをしていない。輸送中には、このフックは念のための安全上の働きのみをしている。車輪のフランジ部分は、ロールボックのクロスビームに付けられた窪みに収容される。
ラングバイン式では、最小で半径15 mのカーブを曲がることができ、満載状態では最高速度21 km/hであった。
特許上の理由から、それ以外のメーカーは標準軌車両の車軸を本当にこのフックに載せる仕組みのロールボックを製造した。この場合、かなり外側にフックが設置されている。しかしながらブレーキ装置と車輪の直径に関する問題があった。
ラングバイン式ロールボックの使用はとても扱いづらいもので、ロールボックを標準軌車両下のピットに押し込む必要があった。そして車軸の下でフックを立てていた。家畜の輸送に際しては、この作業は垂れ流される糞尿に作業員がまみれることを意味していた。
入換作業に際しては、ロールボックは普通連結棒でつないで移動された。これらは50 kg以上の重量があり、手作業で扱うにはかなり重いものであった。作業を簡略化するために、機関車からロールボックが切り離されている時であっても連結棒をそのままにしておく試みがなされたが、これはしばしば危険な事態を生み、時には重大事故につながった。

### ヴヴェ式
ラングバイン式が搭載作業に人員と時間を多く必要とすることを解消するために、スイスの鉄道会社イヴェルドン-サン＝クロワ鉄道 (Chemin de fer Yverdon–Ste-Croix) が1974年に新しい方式を開発した。この際に、標準軌車両の車軸は固定されなくなった。車輪が特別な形の窪みに納められる仕組みになっている。ACMV (Ateliers de Constructions Mécaniques de Vevey) 製のこのヴヴェ式は、ドイツとスイスのいくつかの鉄道会社で使用された。従来のロールボックに対する主な違いは、ゆっくり進行中に自動的にジャッキアップが行われることである。このため多くの不便や危険な点が解消されている。このため、ハルツ狭軌鉄道は、スイスの多くの鉄道会社同様に以前のロールワーゲンをこの方式のロールボックに置き換えた。

## その他の機能

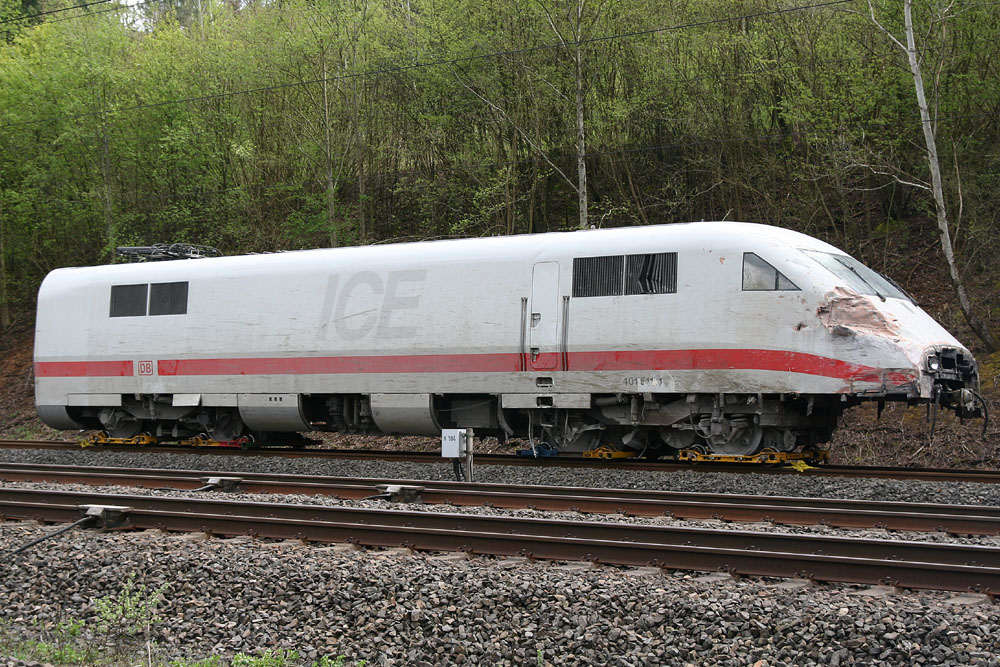
401 511動力車を仮台車に載せた様子（2008年4月26日のラントリュッケントンネルでの事故によるもの）

ロールボックは、事故が起きた時や製造直後など、自走に適さない車両を修理工場などへ運ぶ（車両輸送）ためにも用いられ、これは同じ軌間の上であっても使用されることがある。これにより走り装置を完全に、あるいは部分的に支えており、仮台車などとも呼ばれる。